# Махнач, Леонид Владимирович
Леони́д Влади́мирович Махна́ч (8 октября 1933, Москва — 26 сентября 2014, Москва) — советский и российский режиссёр и сценарист документального кино. Совместно с В. В. Катаняном снял первый советский кругорамный фильм «Дорога весны» (1959). Народный артист РСФСР (1979). Кавалер ордена Трудового Красного Знамени.

## Биография
Родился 8 октября 1933 года в Москве, в семье партийного работника, отец — Владимир Махнач (репрессирован). В 1954—1957 годах — ассистент режиссёра на киностудии «Мосфильм». Обучался на режиссёрском факультете ВГИКа (мастерская Л. Кулешова), который окончил в 1957 году. Работал на Центральной студии документальных фильмов. Руководил вторым творческим объединением. Сотрудничал также с Ленинградской студией документальных фильмов.
 Как режиссёр снял свыше 160 картин, преимущественно политическиx и историко-документальныx, а также сюжеты в киножурналах «Новости дня / хроника наших дней», «Пионерия», «СССР сегодня», «Летописец России», «Москва», «По СССР». Во многих фильмах был также автором или соавтором сценариев.
Член КПСС с 1965 года, член Союза кинематографистов России (Москва).
Отчим Владимира Махнача (1948—2009), историка. 
Скончался в Москве 26 сентября 2014 года.

## Фильмография
Режиссёр
- 1958 — В Москву с песней
- 1958 — Города меняют облик
- 1958 — На сцене молодёжь
- 1958 — Праздник комсомола
- 1959 — Большая надежда человечества
- 1959 — Дорога весны (совместно с В. Катаняном)[7][8]
- 1959 — Император Эфиопии в Советском Союзе
- 1959 — Народный праздник в станице Вешенской (приезд Н. С. Хрущёва)
- 1959 — Советский Союз и Америка
- 1960 — Встреча с Памиром
- 1960 — Да здравствует мир!
- 1960 — Шурик и Шарик
- 1961 — Здравствуй, Гвинея!
- 1961 — Сибирские напевы (совместно с Е. Вермишевой)
- 1962 — Вы преступник, Оберлендер!
- 1962 — Дружественный визит в Гану
- 1962 — По чёрной тропе
- 1962 — Солнце, дождь и улыбки
- 1962 — Я и ты
- 1963 — Обвинению подлежит (совместно с В. Лисаковичем)
- 1963 — Снова по чёрной тропе
- 1964 — Память народа (совместно с В. Лисаковичем)
- 1965 — Первый вторник после первого понедельника
- 1966 — Мир без игры
- 1966 — Подвиг. Феликс Дзержинский
- 1968 — Время жить / Юность мира
- 1968 — За вашу и нашу свободу (совместно с Л. Перским)
- 1969 — Знамя над миром
- 1970 — Глазами друга[9]
- 1971 — Дубна, Объединенный институт ядерных исследований
- 1972 — Визит А. Н. Косыгина в Норвегию
- 1972 — Глава советского правительства в Дании
- 1972 — Президент США в Советском Союзе (совместно с Е. Вермишевой)
- 1973 — Визит А. Н. Косыгина в Иран
- 1973 — Паутина[10]
- 1974 — Во имя мира и прогресса
- 1974 — Всегда вместе
- 1974 — СССР—США
- 1976 — Дубна — международный научный центр
- 1976 — Мирный атом Дубны
- 1976 — На 25—ом съезде КПСС. Спецвыпуск № 6. Ленинским курсом
- 1976 — На 25—ом съезде КПСС. Спецвыпуск № 10. Всепобеждающее знамя ленинизма
- 1976 — Великая армия труда. Съезд созидателей (совместно Б. Рычковым)
- 1977 — На 16—ом съезде профсоюзов СССР. «Под знаменем Октября» (Спецвыпуск № 4)
- 1977 — На внеочередной седьмой Сессии Верховного Совета СССР
- 1977 — Товарищ Лучо
- 1978 — Ангола — МПЛА, народ, победа
- 1978 — Делегация парламента Австралии в Советском Союзе
- 1978 — ИБР—2 — новый исследовательский реактор Дубны
- 1978 — «Тихие» американцы (совместно с Е. Вермишевой)[11]
- 1978 — Юбилей комсомола
- 1979 — Делегация национального панчаята Непала в СССР
- 1979 — Народный депутат
- 1980 — Визит делегации Никарагуа в Советский Союз
- 1980 — Парламентарии Маврикия в СССР
- 1980 — Парламентарии Нигерии в СССР
- 1980 — Урхо Кекконен в СССР
- 1980 — Этот «свободный» мир
- 1981 — На 26—ом съезде КПСС. Всепобеждающее знамя Ленина
- 1981 — На 26—ом съезде КПСС. Ленинским курсом
- 1981 — Марш мира
- 1981 — Партия — авангард советского народа
- 1981 — СССР — Конго: дружба, сотрудничество
- 1982 — Что могут простые люди
- 1982 — Огонь вечной славы
- 1982 — 17 съезд профсоюзов. Программа созидания и мира (спецвыпуск № 1)
- 1982 — Визит румынских парламентариев в СССР
- 1982 — Похищение Европы
- 1983 — Никарагуа: люди и вулканы
- 1983 — Парламентарии Колумбии в Советском Союзе
- 1983 — Парламентарии Кубы в Советском Союзе
- 1983 — Парламентарии Нигерии в Советском Союзе
- 1984 — Встреча в Гаване
- 1984 — Делегация парламента Индии в Советском Союзе
- 1984 — Сенаторы Испании в Советском Союзе
- 1984 — Эхо Гренады
- 1985 — Памяти Константина Устиновича Черненко
- 1986 — Дальний Восток. Сегодня и завтра (совместно с Б. Сарахатуновым)
- 1986 — Москва — Париж: продолжение диалога
- 1986 — На 27 съезде КПСС. Спецвыпуск № 9
- 1986 — Навстречу грядущему веку
- 1986 — Премьер-министр Нидерландов в Москве
- 1986 — Стратегия ускорения (совместно с В. Трошкиным)
- 1987 — СССР — Финляндия: мост в будущее
- 1987 — СССР — Индия: новые горизонты дружбы
- 1988 — Договор
- 1990 — Михаил Горбачёв. Сила и слабость Президента
- 1990 — Парламентарии Ирландии в Советском Союзе
- 1990 — СССР — США: роман века
- 1992 — Монстр. Портрет Сталина кровью
- 1994 — Русская рулетка Никиты Хрущева
- 1996 — Выборы 96. Страсти по власти
- 1998 — Горбатый мост — 98
- 2002 — Лихов, 6 (Человек с киноаппаратом)

Сценарист
- 1970 — Глазами друга (совместно с Л. Перским)

### Кинохроника с участием Л. В. Махнача
- История РЦСДФ (1954—1969)[12]
- Экран и время (1981)[13]
- История РЦСДФ (2002)[14]

## Награды и звания
- приз Международного кинофестиваля в Лейпциге (Германия; 1966) за фильм «Подвиг. Феликс Дзержинский»[2].
- призы Международных кинофестивалей в Лейпциге (Германия; 1968) и Кракове (Польша; 1968) за фильм «За вашу и нашу свободу» (1968)[2].
- Заслуженный деятель искусств РСФСР (29 сентября 1969)[15].
- приз Международного кинофестиваля в Москве (1969) за фильм «Время жить» (1968)[2].
- приз Международного кинофестиваля в Лейпциге (Германия; 1970) за фильм «Глазами друга»[2].
- гран-при Всесоюзного кинофестиваля в Риге (1978) за фильм «„Тихие“ американцы» (1978).
- приз «Серебряный голубь» Международного кинофестиваля в Лейпциге (Германия; 1978) за фильм «„Тихие“ американцы» (1978)[2].
- Народный артист РСФСР (14 ноября 1979)[16].
- Орден Трудового Красного Знамени[когда?].